# Praça de Espanha
Die Praça de Espanha ist ein Platz in der nördlichen Innenstadt der portugiesischen Hauptstadt Lissabon. Er wird gebildet aus der Kreuzung der Avenida António Augusto Aguiar, der Avenida Columbano Bordalo Pinheiro, der Avenida de Berna und der Avenida dos Combatentes. Die Stadtgemeinden Campolide, Avenidas Novas und São Domingos de Benfica grenzen dort aneinander.   
An dem Platz liegt das Museu Calouste Gulbenkian sowie der Palácio de Palhavã, die Residenz des Spanischen Botschafters. Der Platz war lange im Volksmund Praça Espanha genannt worden. Offiziell erhielt er seinen Namen am 22. Januar 1979.
In der Mitte des Platzes wurde 1998 der Arco de São Bento errichtet, der zuvor Bestandteil der Galeria da Esperança des Aqueduto das Águas Livres war. 
Der Platz ist durch einen U-Bahnhof erschlossen. Buslinien mit verschiedenen Zielen südlich des Tejo gehen hier ab.